# 主教路小學
主教路小學（英語：Bishop Road Primary School）是英國一所位於布里斯托的大型小學。

物理學家保羅·狄拉克、約翰·波羅金侯恩（John Polkinghorne）、數學家班·格林（Ben J. Green）以及知名演員加里·格蘭特皆是這所學校的校友。